# CDMF
CDMF (Commercial Data Masking Facility, česky zařízení pro maskování komerčních dat) je v informatice označení kryptografického algoritmu vyvinutého v roce 1992 společností IBM. Algoritmus slouží ke snížení síly zabezpečení 56bitové DES šifry na 40bitové šifrování jako důsledek omezení exportu kryptografie nařízeným vládou USA. Spíše než samotnou DES šifru představuje algoritmus generování klíčů, zvaný key shortening. Je to jeden z mnoha kryptografických algoritmů podporovaných v rámci S-HTTP.

## Algoritmus
Podobně jako DES přijímá CDMF 64bitový vstupní klíč, ale ne všechny bity jsou použity. Algoritmus se skládá z následujících kroků:
1. Ignoruje bity 8, 16, 24, 32, 40, 48, 56, 64 (jako u DES).
2. XOR výsledku s šifrováním pod DES pomocí klíče 0xC408B0540BA1E0AE.
3. Ignoruje bity 1, 2, 3, 4, 8, 16, 17, 18, 19, 20, 24, 32, 33, 34, 35, 36, 40, 48, 49, 50, 51, 52, 56, 64.
4. Zašifruje výsledek pod DES pomocí klíče 0xEF2C041CE6382FE6.

Výsledná 64bitová data jsou použita jako DES klíč. Vzhledem ke třetímu kroku potřebuje útok hrubou silou k otestování jen 240 možných klíčů.